# Time smearing
Unter time smearing (engl., dt. ‚zeitliche Verwischung‘) versteht man die Verschlechterung des rekonstruierten Bildes eines astronomischen Objekts, das mit einem bodengebundenen Interferometer beobachtet wurde, die aufgrund der Dauer der Beobachtung auftritt.
Im Gegensatz zu Einzelteleskopen oder Kameras, die mit einer speziellen Montierung die Erdrotation in Echtzeit kompensieren können, befinden sich die verschiedenen Teleskope des Interferometers an festen Positionen auf der Erde.
Infolgedessen weisen Karten, die mit Interferometern erstellt werden, die länglichen orthoradialen Merkmale auf, die denen von Nachthimmelsaufnahmen mit einem festen Stativ ähneln. Die Verwischung ist ein Problem bei langen Integrationszeiten oder von weit getrennten Teleskopen. Meistens ein Problem in der Radioastronomie, schränkt es das nutzbare Sichtfeld von Beobachtungen in der Very Long Baseline Interferometry (Langbasisinterferometrie) stark ein.